# Late
Late è un'isola vulcanica disabitata situata nella divisione di Vava'u dell'arcipelago delle Tonga, nell'Oceano Pacifico.
L'isola si trova a circa 55 km a sud-ovest dell'isola di Vavaʻu.

## Storia
L'isola fu vista per la prima volta da un europeo da Abel Tasman nel 1643. Il 27 febbraio 1781 fu vista dall'ufficiale di marina spagnolo Francisco Mourelle de la Rúa, a bordo della fregata Princesa. Sei anni dopo fu esplorata dall'esploratore francese Jean-François de La Pérouse. 
Fu nuovamente visitato dall'ufficiale di marina britannico Edward Edwards nel 1791 che la chiamò Bickerston.
L'isola fu abitata fino alla metà del XIX secolo. I discendenti dei residenti ora vivono sull'isola Hunga, nel distretto di Motu. Prima del 1991, la kava veniva piantata principalmente nel nord-ovest dell'isola. Occasionalmente piccoli gruppi di persone rimanevano sull'isola per lavorare nelle piantagioni.

## Geografia
L'isola di Late, situata lungo l'arco vulcanico di Tofua, è uno stratovulcano e contiene un cratere sommitale largo 400 m e profondo 150 m con un lago effimero. Fa parte della zona di subduzione delle Kermadec-Tonga, un'area geologicamente molto attiva che si estende dalla Nuova Zelanda fino a nord-ovest delle Fiji, nell'Oceano Pacifico, dovuta alla subduzione della placca pacifica sotto alla placca indo-australiana.
La sua sommità conica raggiunge i 540 m sul livello del mare. I coni di cenere si trovano a nord del cratere sommitale, a ovest ed a nord di un altopiano semicircolare 100-150 m sotto la vetta e sulla costa nord-ovest.

### Eruzioni
Le uniche eruzioni registrate del vulcano Late si sono verificare nel 1790 e nel 1854. Entrambe da crateri sul fianco nord-est, che hanno prodotto attività esplosiva e possibili colate laviche.

## Ambiente
Late è una delle poche isole del Pacifico meridionale che ha ancora una popolazione stabile di tortorina amichevole delle Samoa. Questa specie è elencata come vulnerabile dalla IUCN.